# Henri Tournier
Henri Tournier (26 september 1834 - 27 augustus 1904) was een Zwitsers entomoloog.
Henri Tournier werd geboren in Zwitserland in 1834 en was werkzaam als handelaar in Peney-le-Jorat bij Genève. Als entomoloog was hij voornamelijk werkzaam op het gebied van de vliesvleugeligen (Hymenoptera) en de kevers (Coleoptera). Zijn eerste en belangrijkste werk was : Description des Dascillides du bassin du Léman. Hij beschreef hierin vele soorten, nieuw voor de wetenschap. 

## Enkele werken
- 1868 - Description des Dascillides du bassin du Léman.
- 1874 - Materiaux pour servir a la monographie de la tribu des Erirhinides de la famille des Curculionides (Coleopteres). in: Annales de la Societe Entomologique de Belgique
- 1889 - Hymenoptéres, famille des Scolides: Monographie des espéces europeennes et des contres limitrophes du genre Tiphia Fabr. in: Ann. Soc. Entomol. Belg..
- 1889 - Deux Hyménoptères nouveaux. Comptes rendus des Séances de la société entomologique de Belgique.
- 1889 - Études Hyménoptèrologiques; de quelques Pompilides d'Europe et contrées limitrophes. in: L’Entomologiste Genevois.
- 1889 - Hyménoptères. Descriptions d'espèces nouvelles et remarques diverses. in: L’Entomologiste Genevois.
- 1891 - Descriptions d'espèces nouvelles in: L’Entomologiste Genevois.
- 1895 - Table synoptique des especes européennes et circa-européennes du genre Ferreola in: Soc. Ent. France, Bull.

- Bibliothèque nationale de France: cb151016227 (data)
- International Standard Name Identifier: 0000 0000 9162 0950
- Library of Congress Control Number: n84806068
- Nationale Bibliotheek van Israël: 987007338358305171
- Nederlandse Thesaurus van Auteursnamen: 160843707
- Système universitaire de documentation: 110130642
- Virtual International Authority File: 24123518
- WorldCat: E39PBJj4xCPQFfrFyvTjXYCRKd